# Ponkrčev oča
Ponkrčev oča iz leta 1882 spada v izbor krajše proze Kmetske slike Janka Kersnika, ki je izhajala v Ljubljanskem zvonu med letoma 1882 in 1891. 

## Vsebina
Pod Kompoljskim gradom je bil dober kraj za lov. Grajski učitelj je bil lep, mlad in odličen lovec. Na gradu ni bil veliko časa in ni nameraval ostati dolgo, ker je nameraval iti nadaljevati študij. V kraju, kjer je poučeval, mu je bil dolgčas, edina zabava v mu je bil lov. Nekega dne je med lovom šla mimo kmečka deklica, ki si jo je učitelj ogledal in ogovoril. Izvedel je, da je Tolstovršnikova Urška. V njej je videl možnost zabave v hribih, zato je ob večerih hodil k njej. Čez dva meseca so se baronovi odselili v mesto in učitelj je šel z njimi. Urška je med njunimi srečanji zanosila in rodila sina, ki ga je župnik krstil Ponkrèc. Kmalu za tem je zbolela in umrla. Čez 30 let je na materinem domu gospodaril Ponkrèc. Nekega večera se je k njemu zatekel star moški, ki je ugotovil, da je Ponkrčev oče. Ponkrèc mu je dal posteljo v hiši, proti jutru je umrl. Sin mu je oskrbel in plačal pogreb, plačal pa je tudi mašo za mater in očeta.

## Interpretacija
Ponkrčev oča vsebuje veliko lastnosti tradicionalne vaške povesti, kakršno je v slovensko književnost vidneje uvedel Josip Jurčič. Dogajanje med grajskim in preprostim kmečkim človekom je postavljeno v odmaknjen podeželski svet, njun stik pa je ujet v zgodbo ljubezenskega srečanja, ki se tragično zaplete, postane usodno in pogubno. Na koncu usoda sama kaznuje človekove prestopke, saj storjenemu zlu sledi kazen, dobroti pa plačilo.

## Vir in literatura
- Janko Kersnik. Ponkrčev oča. V: B. Paternu (ur.). Kmetske slike. Ljubljana: Založba Mladinska knjiga, 1989 (Knjižica Kondor, Izbrana dela iz domače in svetovne književnosti, 61).
- Boris Paternu. Kernikove Kmetske slike. V: Pogledi na slovensko književnost II. Ljubljana, 1974. 97–137.